# Shadowrun (gra komputerowa 2007)
Shadowrun – cyberpunkowa gra first-person shooter stworzona przez Fasa Studios na platformy Windows Vista i Xbox 360. Gra jest luźno oparta na grze fabularnej Shadowrun, którą stworzyła FASA Corporation.

## Historia
W latach dziewięćdziesiątych stworzono trzy gry w uniwersum gry Shadowrun: na konsolę SNES, Sega Genesis i Mega CD (wydana wyłącznie w Japonii).
W styczniu 1999, Microsoft kupił FASA Interactive, zdobywając dzięki temu prawa do elektronicznej wersji Shadowrun. W listopadzie 2004 roku Microsoft zarejestrował nazwę tego tytułu jako markę .
Na targach E³ w maju 2006 Microsoft oficjalnie ujawnił, że powstanie Shadowrun na platformy Vista i Xbox 360. .

## Gra
Shadowrun jest "strzelanką z pierwszej perspektywy", w którą można grać wyłącznie w trybie wieloosobowym. Gra czerpie luźne inspiracje z konwencji cyberpunk. Przypuszcza się, że gra ma miejsce w Brazylii w 2031 roku, czyli wcześniej niż zdarzenia, które ukształtowały uniwersum gry Shadowrun.
Fabuła gry pozwala na wybór strony konfliktu: megakorporacji RNA Global, czy grupy oporu znanej jako The Lineage. Gracz może wybrać, która rasą chcą grać: człowiekiem, elfem, trollem lub krasnoludem. Każda rasa ma swoje wady i zalety.
Gracz ma możliwość nauki czarów, poznania technologii, oraz zdobycia broni pomiędzy kolejnymi rundami walki. Możliwa magia to m.in. teleportacja, wskrzeszanie, oraz możliwość rzucenia czaru, tworzącego drzewo życia, którym wolno będzie leczyć stojących w pobliżu graczy. Technologie, które można nabyć to wzmocnienie wzroku (umożliwiające graczowi patrzenie poprzez ściany), skrzydła łączące cechy szybowca i spadochronu, pozwalające na szybowanie na krótkich dystansach. Broń do wyboru: karabin snajperski, pistolet maszynowy, oraz broń służąca do walki na bliski dystans: japoński miecz, katana.